# Galinsoga
Galinsoga é um género botânico pertencente à família Asteraceae. São ervas anuais de folhas postas e flores dispostas em cimeiras. A espécie mais importante é a Galinsoga parviflora, de folhas levemente felpudas e flores brancas e amarelas. Sua origem é o Peru, mas foi introduzida na Europa no século XIX e de lá para o mundo. Serve como forragem para o gado. Em alguns lugares tornou-se invasora.